# Giovanni Gravelli
Giovanni Gravelli (* 12. März 1922 in Città Sant’Angelo, Provinz Pescara; † 11. Dezember 1981) war ein italienischer Geistlicher, römisch-katholischer Erzbischof und Diplomat des Heiligen Stuhls.

## Leben
Giovanni Gravelli empfing am 29. Oktober 1944 das Sakrament der Priesterweihe.
Am 24. Dezember 1967 ernannte ihn Papst Paul VI. zum Titularerzbischof von Suas und bestellte ihn zum Apostolischen Nuntius in Bolivien. Der Kardinalstaatssekretär Amleto Giovanni Kardinal Cicognani, spendete ihm am 21. Januar 1968 die Bischofsweihe; Mitkonsekratoren waren der Substitut im Staatssekretariat des Heiligen Stuhls, Kurienerzbischof Giovanni Benelli, und der Bischof von Penne und Pescara, Antonio Iannucci.
Am 12. Juli 1973 wurde Giovanni Gravelli Apostolischer Nuntius in der Dominikanischen Republik.